# 阴风阵阵
《坐立不安》（義大利語：Suspiria）是一部1977年義大利超自然恐怖片，由達利歐·阿基多執導並與達莉亞·妮可洛蒂聯合編劇，部分改編自湯瑪士·德昆西的1845年隨筆文集《來自深處的嘆息》。電影講述潔西卡·哈波飾演的美國芭蕾舞學生轉學到一所著名的舞蹈學院，但一連串的殘酷謀殺發生後，她發現這所學院是超自然陰謀的幌子。本片也是演員瓊·班奈特1990年過世前出演的最後電影。
本片為阿基多的《三位母親》三部曲中的首部作品，之後的兩部為《地獄》（1980年）以及《木乃伊博物館》（2007年）。《坐立不安》1977年2月1日在義大利院線上映，因其視覺風格、佈景以及阿基多與哥布林樂團的配樂而受到影評界普遍讚賞；更提名兩項土星獎：貝納的土星獎最佳電影女配角，以及本片2002年的土星獎最佳經典電影DVD發行。
《坐立不安》日後受到恐怖粉絲推崇，取得邪典電影地位；也成為盧卡·格達戈尼諾電影《窒息》（2018年）的靈感來源。

## 劇情
年輕的美國芭蕾舞學生蘇西·班尼恩在一場傾盆大雨中抵達德國巴登-符腾堡弗萊堡，至著名男女舞蹈學院就學。她一到校門口便看見學生派特·辛格爾驚恐逃離，自己則被對講機的另一頭拒絕進入學校，被迫在城裡過夜。派特到朋友的公寓避難，但遭到一個影子伏擊；影子反覆持刀刺傷派特，最後將其從樓房的天窗扔出去、用絞索將她吊死。派特的朋友嘗試求助其他房客，但無人應門，最後也遭掉落的大玻璃碎片刺傷身亡。
第二天早上，蘇西回到學校，與首席指導員坦納女士以及副校長布蘭克夫人碰面，同時結識了學校的僕人帕羅斯、同學莎拉·西姆斯和新室友歐嘉·伊凡諾娃。蘇西路過學校的一位女舍監和布蘭克的侄子艾伯特的身旁時，突然感到不適，導致在隨後的課程中昏迷。蘇西在接受治療後清醒，並得知自己被歐嘉趕出了公寓，迫使她住在學校，莎拉則住在隔壁房。帕羅斯負責為蘇西端上恢復用的特供食物。
一天晚上，當學生們準備吃晚餐時，由於閣樓上有一批變質的食物，蛆蟲從學生房間的天花板上如雨般落下，導致他們睡在一間舞蹈室裡。夜間，一名女人進入房間，但被房間周圍掛著的簾子擋住而看不清貌樣。莎拉被該女人的古怪打呼聲嚇壞，認出她是學校的校長，但此時校長應已出城。第二天，學校的盲人鋼琴家丹尼爾的德國牧羊犬突然咬了艾伯特而遭坦納女士解僱。當晚，丹尼爾在穿過廣場時被一股看不見的力量跟蹤；丹尼爾的狗突然發瘋似地撕開了他的喉嚨。
莎拉告訴蘇西，派特是自己的朋友，在去世前表現得很奇怪；而自己就是當晚透過對講機將蘇西拒之門外的人。莎拉承諾向蘇西觀看她留下的筆記。晚間，莎拉發現派特的筆記失蹤，蘇西則熟睡不起，一名未知的襲擊者進入房間時，莎拉被迫逃離。莎拉困在閣樓裡，並嘗試透過爬出小窗子來逃到另一房間，但掉進了一個佈滿鐵絲網的坑中而無法逃脫，襲擊者藉由割斷喉嚨殺死了她。
隔天早上，蘇西調查莎拉的失蹤事件，坦納則表示莎拉已逃離了學校。蘇西心存疑慮，聯絡了莎拉的朋友、前精神科醫生法蘭克·曼德爾。對方透露，這所學校是由希臘移民海蓮娜·瑪寇斯於1895年建立；瑪寇斯據稱是魔法力量強大的女巫。蘇西也向一旁的神秘學教授米利厄斯請教；對方指出，一群女巫會從領袖身上汲取力量， 一旦領袖缺席就會滅亡。
當蘇西回到學校時，得知學生們都被坦納送去看莫斯科大劇院芭蕾舞團的演出。蘇西殺死一隻襲擊自己的蝙蝠後回憶起與莎拉談論的房外腳步聲後，她小心翼翼地循著腳步聲數量，來到了布蘭克夫人的辦公室。蘇西記得派特在被殺的當晚說出了「秘密」和「鳶尾花」這兩個詞；蘇西藉此轉動布蘭克辦公室壁畫上的藍色鳶尾花裝飾，開啟了一到暗門。蘇西進入走廊，發現以布蘭克夫人為首的學院人士們（包含坦納、艾伯特和帕羅斯）正在密謀，企圖以人祭的方式處死成為威脅的蘇西。艾伯特提醒帕羅斯，找出躲在一旁的蘇西；蘇西躲進一間凹室中，發現了毀容的莎拉屍體。
蘇西接著躲進海蓮娜·瑪寇斯的臥室，並從床上的打呼聲認出她就是校長。蘇西吵醒了對方，瑪寇斯讓自己隱形愚弄想殺死自己的蘇西，然後復活莎拉的屍體來殺死朋友。當窗外的閃電無意間露出瑪寇斯的輪廓時，蘇西用孔雀飾品的一根碎玻璃羽毛刺穿了她的脖子，殺死了對方，莎拉的屍體隨之消失。
學校開始內爆時，蘇西逃跑，布蘭克夫人等人則因瑪寇斯的死而原地滅亡。最終，學校被大火吞噬，蘇西逃入雨夜之中。

## 演員
- 潔西卡·哈波（英语：Jessica Harper）飾演蘇西·班尼恩（Suzy Bannion）
- 史蒂芬娜·卡西尼（英语：Stefania Casini）飾演莎拉·西姆斯（Sara Simms）
- 弗拉維奧·布奇（英语：Flavio Bucci）飾演丹尼爾（Daniel）
- 馬吉爾·勃斯（英语：Miguel Bosé）飾演馬克（Mark）
- 芭芭拉·梅格諾菲（英语：Barbara Magnolfi）飾演歐嘉·伊凡諾娃（Olga Ivanova）
- 蘇珊娜·雅維寇利（英语：Susanna Javicoli）飾演索妮亞（Sonia）
- 艾娃·愛森（Eva Axén）飾演派翠西亞·「派特」·辛格爾（Patricia "Pat" Hingle）
- 艾莉達·瓦利（英语：Alida Valli）飾演坦納女士（Miss Tanner）
- 瓊·班奈特飾演布蘭克夫人（Madame Blanc）
- 烏多·基爾飾演法蘭克·曼德爾醫生（Dr. Frank Mandel）
- 魯道夫·辛德勒（英语：Rudolf Schündler）飾演米利厄斯教授（Professor Milius）
- 法蘭卡·斯卡涅蒂（英语：Franca Scagnetti）飾演庫克（Cook）
- 朱塞佩·特蘭索基（Giuseppe Transocchi）飾演帕羅斯（Pavlos）
- 雅各波·馬里亞尼（Jacopo Mariani）飾演艾伯特（Albert）
- 雷納多·史卡帕（英语：Renato Scarpa）飾演維德加斯特教授（Professor Verdegast）
- 萊拉·斯瓦斯塔（Lela Svasta）飾演海蓮娜·瑪寇斯（Helena Markos，未掛名）
- 達利歐·阿基多飾演旁白（未掛名）

## 外部連結
- 互联网电影数据库（IMDb）上《阴风阵阵》的资料（英文）
- 爛番茄上《阴风阵阵》的資料（英文）